# Unidad Popular (Ecuador)
El Partido Unidad Popular (UP) es un organización política ecuatoriana de izquierda revolucionaria. Surgió como el Movimiento Popular Democrático (MPD), nombre que llevó hasta la eliminación del registro electoral de la organización.
Durante la mayoría de su historia formó parte de la oposición de diferentes gobiernos siendo aliado durante cortos períodos, del régimen de Lucio Gutiérrez, los tres primeros meses; y de Rafael Correa, por dos años; siendo parte de las protestas contra todos los gobiernos desde el retorno a la democracia. Su mayor dirigente fue Jaime Hurtado, primer diputado afroecuatoriano, quien buscó en dos ocasiones la presidencia del país.
Influenciado por diferentes posiciones de izquierda revolucionaria, incluido el Partido Comunista Marxista Leninista del Ecuador (PCMLE), siendo considerada así como el frente electoral de esta organización, así como también del Frente Popular (FP), principalmente de la Unión Nacional de Educadores (UNE) de donde vienen una parte de sus dirigentes y candidatos.

## Ideología
Sus principios ideológicos se encuentran bajo un carácter revolucionario, considerándose la continuación de la lucha del Movimiento Popular Democrático y de Jaime Hurtado, por lo cual se plantean llegar al "gobierno popular, patriótico, democrático y revolucionario".
Su carácter internacionalista se refleja en principios como la aspiración a que el Ecuador contribuya a forjar una comunidad internacional, en la que todos los pueblos y naciones tengan los mismos derechos y obligaciones, así como también en su rechazo al imperialismo.
En el entorno nacional presentaba como propuesta el desarrollo industrial; apoyándose en los recursos naturales del Ecuador,que según los principios del partido serían arrancados de "las manos de los monopolios extranjeros", y en la que llama la capacidad creadora del pueblo. En su proyecto también se indicaba la reforma agraria como la "redención del campesinado" en la cual se la entregaba gratuitamente a este sector de la sociedad.
Apoyan el desarrollo de la democracia participativa y el derecho a la autodeterminación de los pueblos apoyando, al igual que Pachakutik, la constitución del Ecuador como un estado plurinacional y multicultural. Asimismo, se declaran ecologistas. Dentro del movimiento se integran diferentes pensamientos de Izquierda política, tomando importancia el indigenismo por lo cual se lo define como el frente electoral de esta ideología.

## Historia

### Fundación
Fue fundado el 17 de marzo de 1978 en el local del Sindicato Único de Choferes de Pichincha en donde se efectuó su I Convención Nacional con la asistencia de delegados de 350 brigadas. Allí se constituye la primera Directiva Nacional integrada por José Proscopio Sánchez Anchundia como Director Nacional, Jorge Moreno Ordóñez y Rubén Solís como subdirectores, Antonio Posso como Coordinador Nacional, Gustavo Rodríguez como Secretario y Mercedes Cadena de Tesorera.
Además la directiva incluía a 13 vocales en los cuales destaca Jaime Hurtado en representación de la provincia del Guayas y Germán Encalada de la provincia del Cañar, quien sería también candidato a la vicepresidencia junto con Camilo Mena a la presidencia en las elecciones presidenciales de ese año, sin embargo el binomio no sería inscrito al no ser reconocida la organización política el 5 de mayo de 1978 por supuesta falta de firmas, por lo cual no podrían participar en la primera vuelta a celebrarse en dos meses.
El 21 de septiembre de 1978, el Tribunal Supremo Electoral (TSE) reconoció que el MPD tenía 31 331 fichas, que corresponden al 1,5 % del total de inscritos en el padrón electoral, que a esa época fue de 2 088 874 ciudadanos y resolvió legalizar la inscripción como partido.

### Primeros años
Llegado el gobierno de Jaime Roldós Aguilera en 1979, el MPD alcanzaría una curul en el Congreso Nacional del Ecuador que sería ejercida por el primer diputado afroecuatoriano, Jaime Hurtado, quien desde este cargo pediría la restauración de la personería jurídica de organizaciones sociales ilegalizadas por el velasquismo y la dictadura militar, entre estas la Unión Nacional de Educadores (CNE), estas peticiones serían aprobadas por el parlamento y el gobierno. El 13 de octubre de 1982 se registró la considerada mayor protesta dirigida por esta organización política, para lograr un mejor presupuesto para la Universidad y evitar el “alto costo de la vida”, esto en medio de una oposición al gobierno de Roldós y Osvaldo Hurtado en donde Jaime Hurtado fue convertido en uno de los "patriarcas de la componenda".
Para 1984, las elecciones dan al partido la cuarta posición en las presidenciales que participó el binomio Jaime Hurtado-Yánez, esto por encima de la Democracia Popular (DP) del expresidente Osvaldo Hurtado, para la segunda vuelta plantearía el voto en blanco. Mientras en las legislativas llega a conseguir 3 diputados los cuales se integraría en el Bloque Parlamentario Progresista con Izquierda Democrática (ID), Democracia Popular (DP), el Partido Demócrata (PD), el Frente Amplio de Izquierda (FADI), el Partido Socialista Ecuatoriano (PSE) y el Partido Roldosista Ecuatoriano (PRE); esto con el objetivo de fortalecer la oposición al régimen socialcristiano de León Febres-Cordero Ribadeneyra.
Para 1988, formarán parte del Frente de Izquierda Unida con el FADI para las elecciones presidenciales, candidateando a Jaime Hurtado y a Efraín Àlvarez en esta contienda ganada por Rodrigo Borja Cevallos, perteneciendo a la oposición de este gobierno. En las legislativas ganarían la misma cantidad de diputados que el 1984 perdiendo una curul ganada en las del 86, siendo esta la única vez que no ganarían un escaño en la lista nacional, para las elecciones del 90 solo quedarían con una curul perteneciente a Carlos Ortiz de Chimborazo.
En 1992, Sixto Durán-Ballén llega al gobierno mientras el MPD recupera sus 3 diputados con una lista liderada por Juan José Castelló. Oponiéndose al nuevo gobierno apoyaron la candidatura de Carlos Vallejo a la presidencia del Congreso para impedir que el socialcristiano Heinz Moeller lo presida. En las elecciones legislativas de 1994, a mediados del régimen de Durán-Ballén conseguirían 8 diputados siendo este uno de sus mejores resultados. Durante la guerra del Cenepa pidió la salida del embajador Peter Romero por adoptar una actitud contraria a los intereses ecuatorianos. Junto con el Partido Social Cristiano (PSC) y la Acción Popular Revolucionaria Ecuatoriana (APRE) impulsan el juicio político al entonces vicepresidente Alberto Dahik que resulta en su destitución.

### En la Inestabilidad Política
La llegada de Abdalá Bucaram en 1996 terminó una etapa de la política ecuatoriana para iniciar una nueva era que el MPD inició perdiendo 6 diputados, con este número apoyaron la destitución de Bucaram del poder por incapacidad. Gustavo Terán, diputado de este partido, denunció que Bucaram se había llevado 11 000 millones de sucres de la cuenta de Gastos Reservados tras huir del país luego de su destitución.
Sin Bucaram llegaría Fabián Alarcón a la presidencia y se darían nuevas elecciones legislativas para la Asamblea Constituyente donde el MPD conseguiría 3 diputados y más tarde se quedarían solo con 2 diputados para el régimen de Jamil Mahuad, rechazando allí los acuerdos de paz firmados con el Perú que eran, según ellos, un atentado a la soberanía nacional. El 17 de febrero de 1999 es asesinado Jaime Hurtado, en un crimen del cual el estado fue considerado el culpable. El feriado bancario se da un poco después y al año siguiente el derrocamiento de Jamil Mahuad durante el cual destacarían personajes como Lucio Gutiérrez.

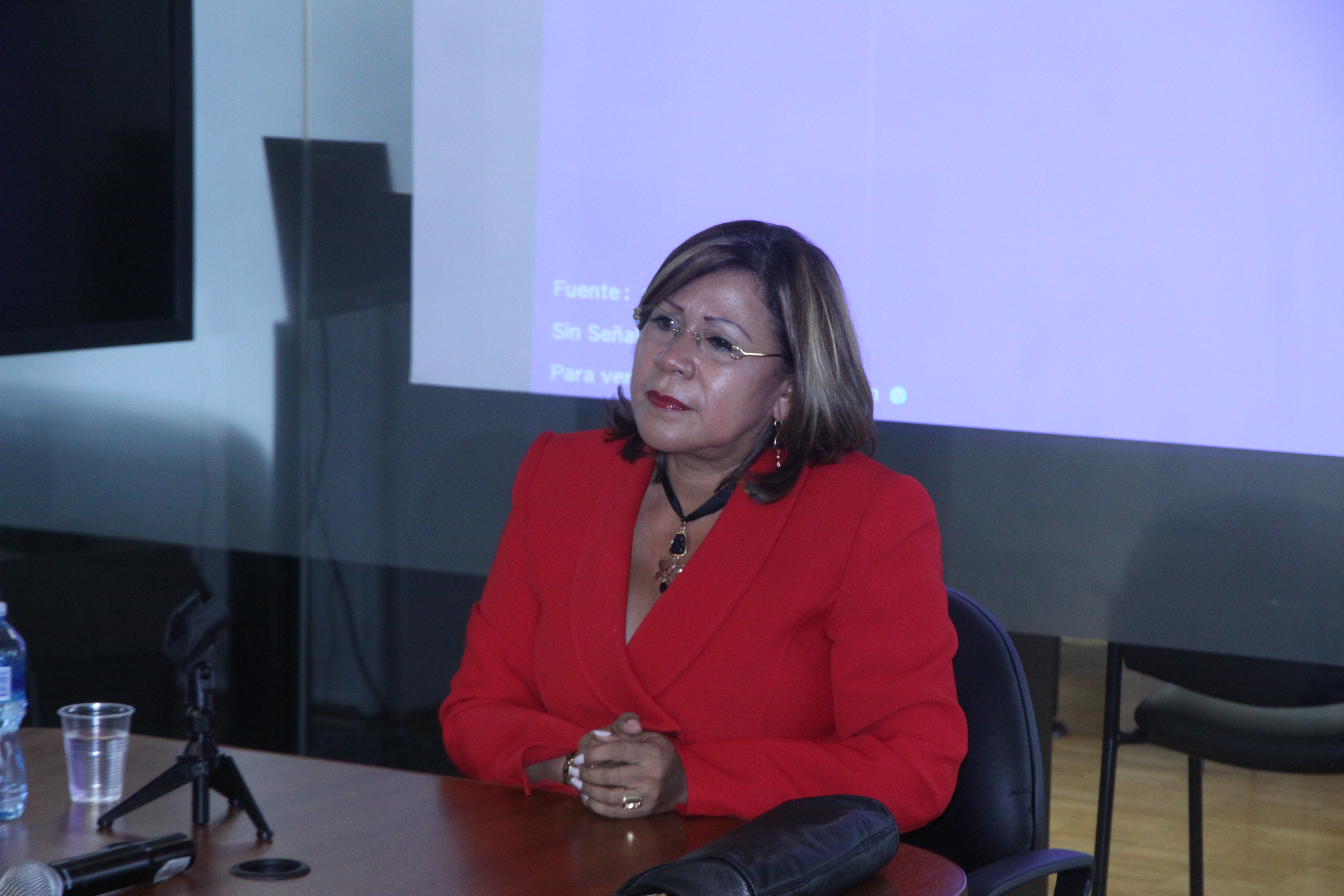
Lucía Sosa, prefecta de Esmeraldas

En las elecciones presidenciales de 2002 con el apoyo del MPD y Pachakutik llega al poder Gutiérrez, sin embargo esta alianza solo dura 3 meses, regresando este partido a la oposición. En medio de este tiempo el MPD se envuelve en los hechos de la Pichicorte, al votar a favor de la destitución de la Corte Suprema de Justicia, el Tribunal Supremo Electoral y el Tribunal Constitucional; buscando reducir la influencia socialcristiana, socialdemócrata y democristiana en estos organismos. En medio de esta situación el emepedista Geovanni Atarihuana obtendría la vicepresidencia del TSE.
Cae Gutiérrez y asume el gobierno de Alfredo Palacio en el mismo año en el cual el MPD había obtenido la prefectura de Esmeraldas con Lucía Sosa en el 2005. Así es como hasta que tuvo 26 años y en su participación en las elecciones, el MPD alcanzó 29 diputados nacionales y provinciales, un prefecto, 33 consejeros provinciales, 21 alcaldes, 285 concejales, 313 miembros de juntas parroquiales.

### En el Gobierno de Rafael Correa

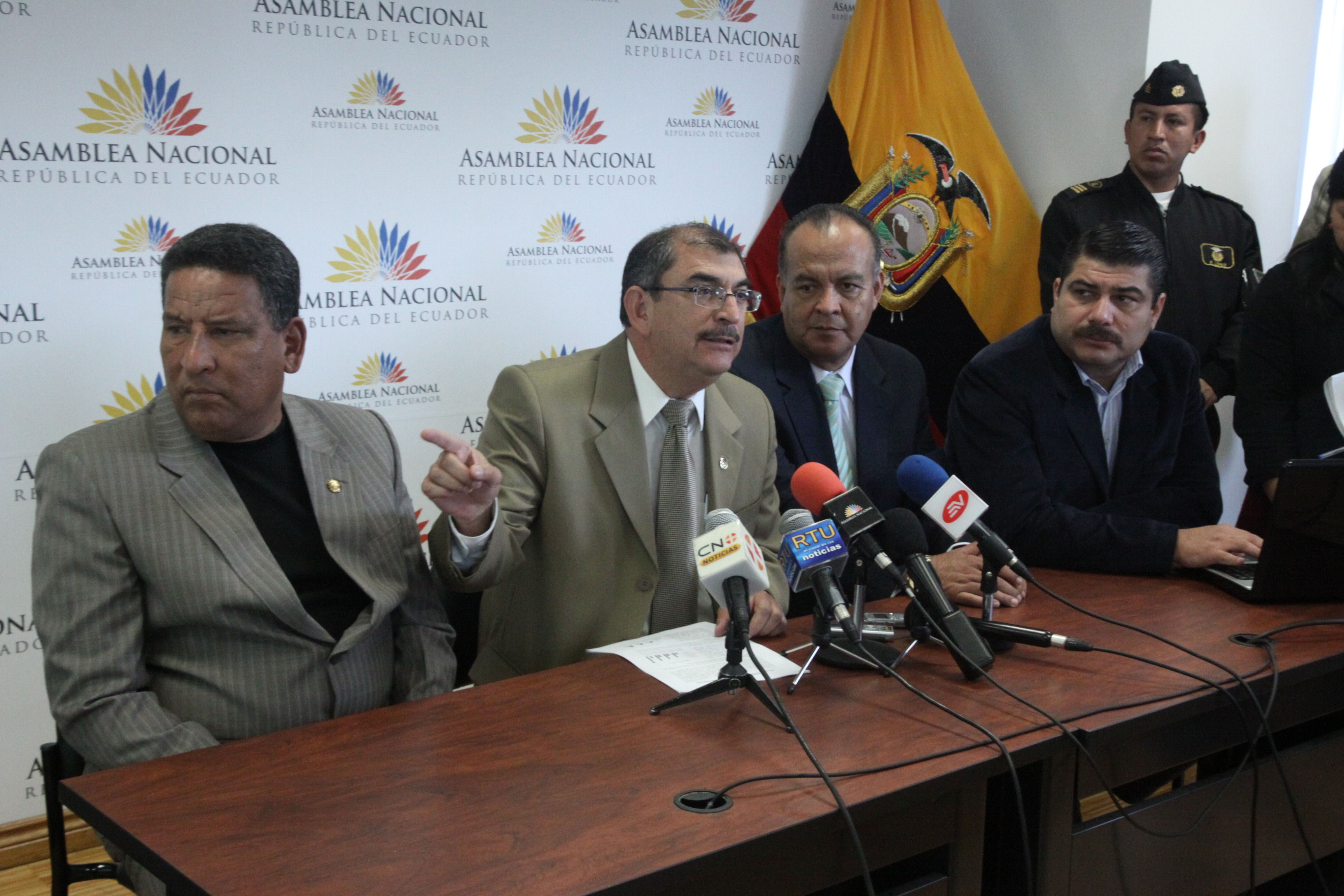
Asambleístas del MPD del Primer Período Legislativo

Para el 2006 los partidos políticos sufren una crisis de credibilidad apareciendo en ese momento Alianza País (PAIS) liderado por Rafael Correa, el MPD ante esta situación postula a Luis Villacís para la presidencia del Ecuador en las elecciones presidenciales, no aceptando al candidato Rafael Correa. Finalmente en segunda vuelta apoyaran a Correa para conseguir ciertas reformas en el país.
En el 2007 llega la Asamblea Constituyente con mayoría de País y 4 diputados del MPD en los que estaba incluidos Lenin Hurtado, hijo del fallecido líder emepedista. Al salir la nueva constitución darían un SI a está en el legislativo y en el referéndum. El mismo año, junto con el Partido Comunista Marxista Leninista (PCMLE), organizan el "XI Seminario Internacional Problemas de la Revolución en América Latina".
Para el 2008 se rompen las relaciones entre Alianza PAIS y el MPD con la alianza del primero con el Partido Roldosista Ecuatoriano (PRE) y otras situaciones que el MPD consideró como "virajes a la derecha". Durante el 30-S, el MPD sale a las calles a apoyar la protesta policial, siendo acusados de un intento de golpe de Estado por Rafael Correa, previamente había sucedido el arresto de Marcelo Rivera bajo la acusación de terrorismo, llegando a ser considerado el primer preso político del régimen.
En el 2011, con el lema "Esta vez No, presidente" rechazaron la Consulta popular de ese año en el cual se daba paso al control de la justicia por el correísmo. Para ese año, el MPD ya sumaba una serie de juicios contra sus dirigentes entre los que destacan los juicios contra Paúl Jácome, asambleísta alterno; Carlos Cajilema, concejal de Latacunga; Hernán Yánez Ávila, rector de la Universidad Técnica de Cotopaxi; Edwin Lasluisa, expresidente de la FEUE-Cotopaxi; Mery Zamora, presidenta de la Unión Nacional de Educadores](UNE); acusando al régimen de criminalización de la protesta.
En el año 2012, junto con otras organizaciones, conforman la Unidad Plurinacional de las Izquierdas (UPI) que impulsa la candidatura presidencial para las elecciones de 2013 el binomio conformado por el Alberto Acosta Espinosa y Marcia Caicedo, esto luego de unas elecciones primarias donde se descarta la candidatura de Lenin Hurtado. En las elecciones legislativas por primera vez no obtendrá ningún escaño propio, sin embargo si obtuvo asambleístas alternos a los de Pachakutik, uno de ellos, Milton Gualán, quien reemplaza a Cléver Jiménez tras ser enjuiciado el 8 de abril de 2014.
Por sus malos resultados en las elecciones presidenciales de 2013 y las seccionales de 2014 en julio de ese año, el Consejo Nacional Electoral (CNE) quitó al MPD su personería jurídica, disolviendo su condición de partido político, mientras el MPD acusa al CNE de colaborar con el correísmo.

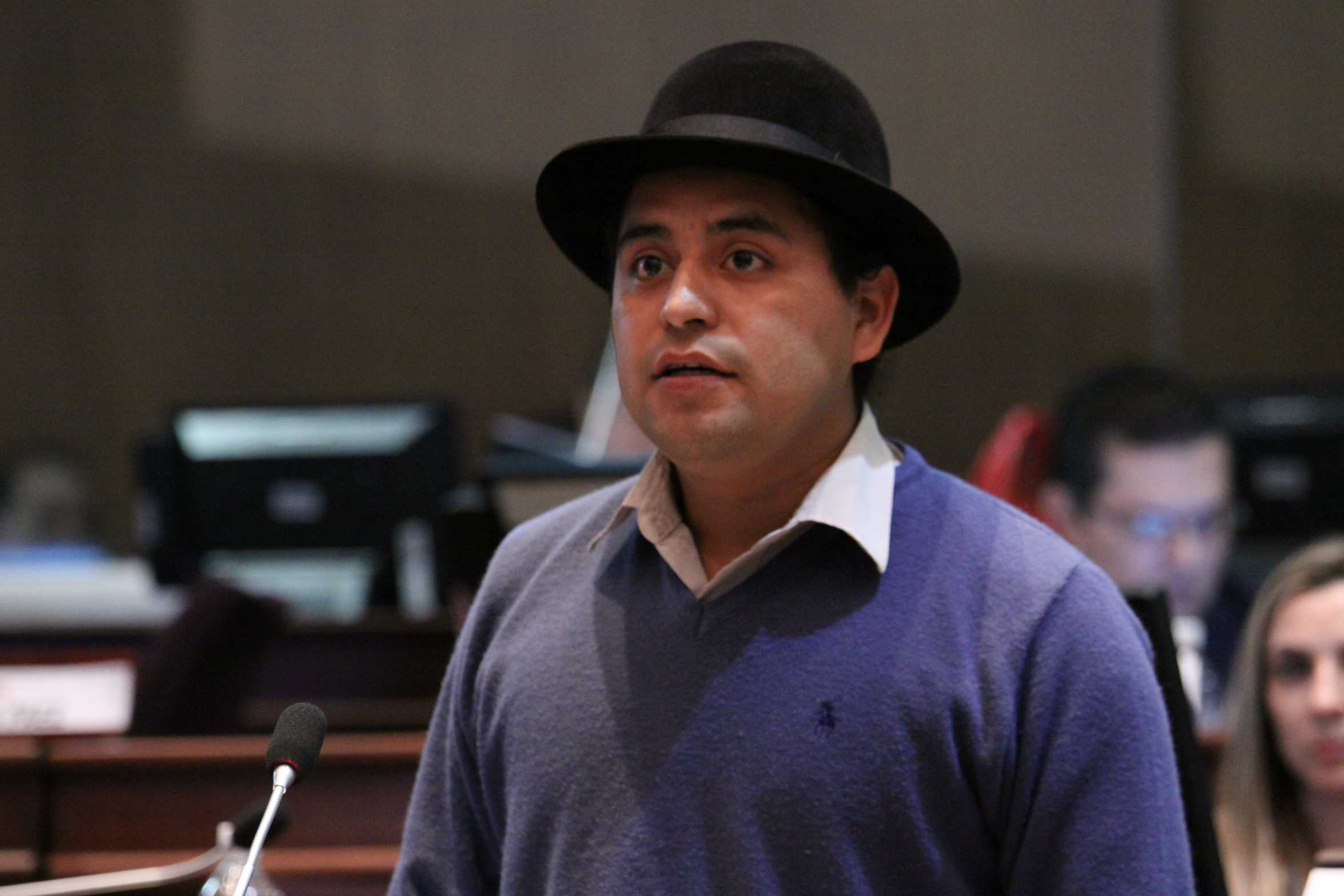
Milton Gualán, primer asambleísta propio de Unidad Popular, ejerciendo el cargo desde el 2014 hasta 2017.

### Nueva organización
La disolución legal de MPD provoca la creación de la Unidad Popular, que fue propuesta y aprobada el 27 de septiembre de 2014 en el XVIII Convención Nacional del MPD, en la cual fue elegido Geovanni Atarihuana como director nacional de la nueva organización. Durante el periodo en que el partido buscó su inscripción, el presidente Rafael Correa acusó durante un enlace ciudadano a sus dirigentes de los problemas en el sistema educativo, de la violencia en las protestas y de aliarse con la derecha. Finalmente, Unidad Popular fue inscrita oficialmente el 5 de octubre de 2015, otorgándole la lista 2, número que antes había pertenecido al Partido Liberal Radical.

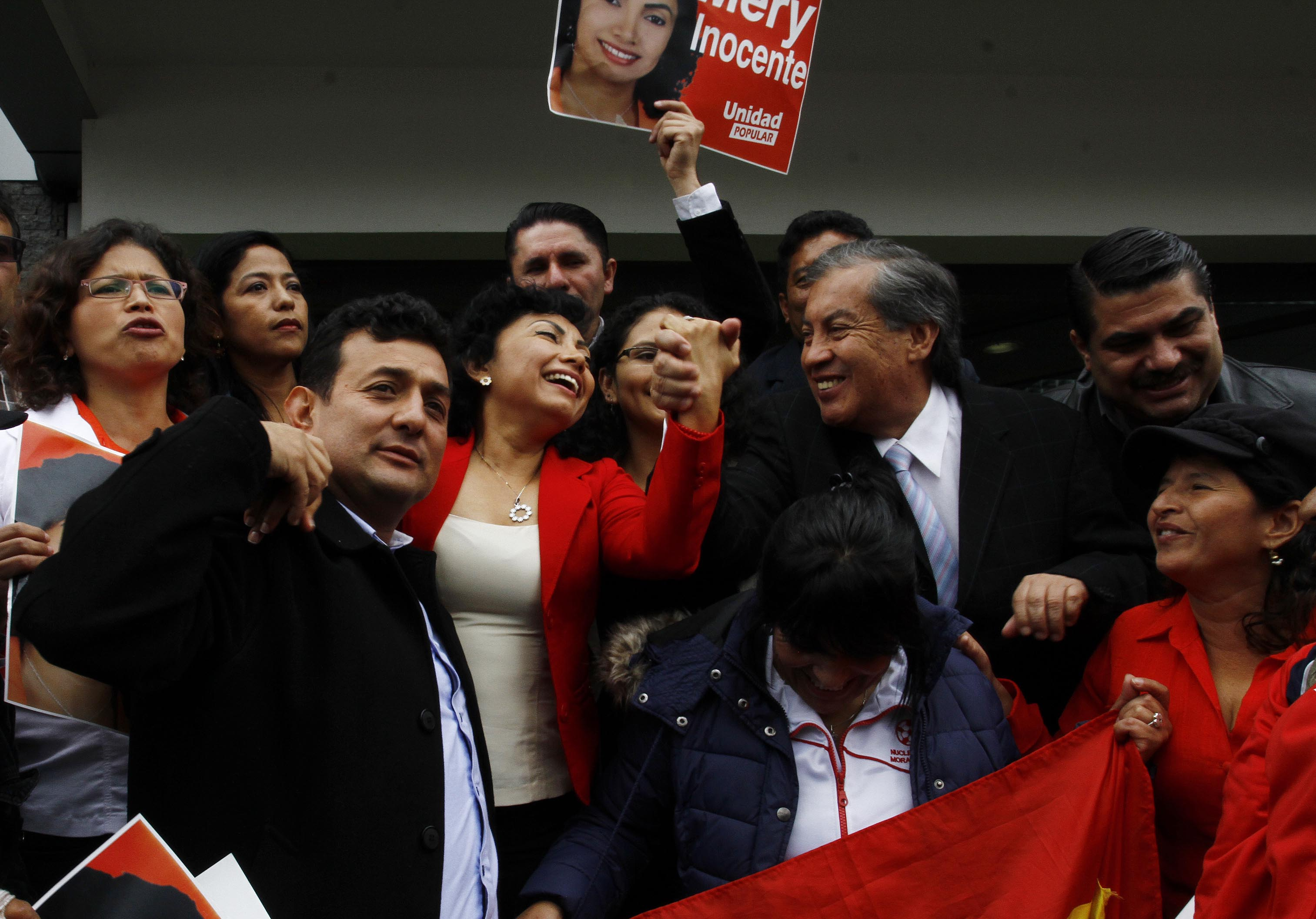
Algunos dirigente de Unidad Popular durante el Juicio contra Mery Zamora en el 2015.

En los asuntos judiciales, desde 2011, Mery Zamora, expresidenta de la Unión Nacional de Educadores (UNE) y subdirectora del movimiento político, había sido sometida a juicio por el 30-S, siendo durante este proceso apoyada por su partido que acusó este acto como parte de la "persecución política del correísmo". El juicio terminará el 10 de febrero de 2015 con declarando definitivamente la inocencia de Zamora.
El mismo año, formó parte de las protestas contra las enmiendas constitucionales propuestas por Correa y fue la primera organización en realizar una demanda judicial contra estas tras ser aprobadas por la Asamblea Nacional. El 5 de abril de 2016, solicitan la apertura de la investigación sobre los Panama Papers y la renuncia de Galo Chiriboga, fiscal general, con el fin de que se garantice independencia de la investigación, a raíz de sus relaciones dentro del caso.

### Elecciones de 2017
Para las elecciones presidenciales de 2017, se unió al Acuerdo Nacional por el Cambio, proponiendo a Lenin Hurtado como posible candidato presidencial, pero el 28 de septiembre del 2016 la declinó para apoyar a Paco Moncayo. Hurtado quedó como cabeza de la lista de asambleístas nacionales acompañado de personajes no pertenecientes a esta organización sin partido inscrito en el Consejo Nacional Electoral (CNE) como fue el caso de Enrique Ayala Mora y Diego Borja.
La semana posterior a las elecciones, presentaron pruebas de fraude electoral contra Natasha Rojas, candidata a asambleísta por Pichincha, lo cual habría beneficiado a la futura presidenta de la asamblea, Elizabeth Cabezas. El CNE no aceptó las impugnaciones dejando al UP sin asambleístas y sin los fondos públicos para su funcionamiento.
Para segunda vuelta, Unidad Popular dio su voto al candidato de la oposición, Guillermo Lasso, frente al candidato de Alianza País, Lenin Moreno, al considerar al correísmo como el enemigo principal de los trabajadores y anunciando movilizaciones frente al nuevo gobierno para exigir el castigo de los corruptos y la democratización del Ecuador. Luego del 2 de abril participarían en las protestas realizadas contra un supuesto fraude, siendo acusados por el gobierno de generar violencia para apoyar a Lasso. También participaron en la presentación de evidencias de fraude.

### Pedidos de fiscalización al correísmo
El 23 de mayo, la directiva nacional presentó una propuesta de 20 puntos para el nuevo gobierno con el objetivo de cambiar el sistema instaurado durante el gobierno de Correa, al que califican de "autoritario y derechista". Entre los puntos más importantes dados por la Unidad Popular se encuentran: una información más transparente del estado de la economía, amnistía para los presos políticos y la vigencia plena de la libertad de expresión.
Durante los primeros meses de Lenín Moreno, hizo pedidos a la Fiscalía para investigar a Jorge Glas y a Correa en el marco del Caso Odebrecht, y una orden de arraigo contra Correa, que no fue aceptada. Tras su ida a Bélgica, volverían a hacer el pedido en las ocasiones en que regresó al país. También pide la renuncia del Consejo de Participación Ciudadana (CPCCS) por supuesto incumplimiento al investigar hechos de corrupción; y la destitución de Richard Espinosa, director del IESS, por desconocer la deuda que el gobierno. Los pedidos fueron acompañados de plantones.

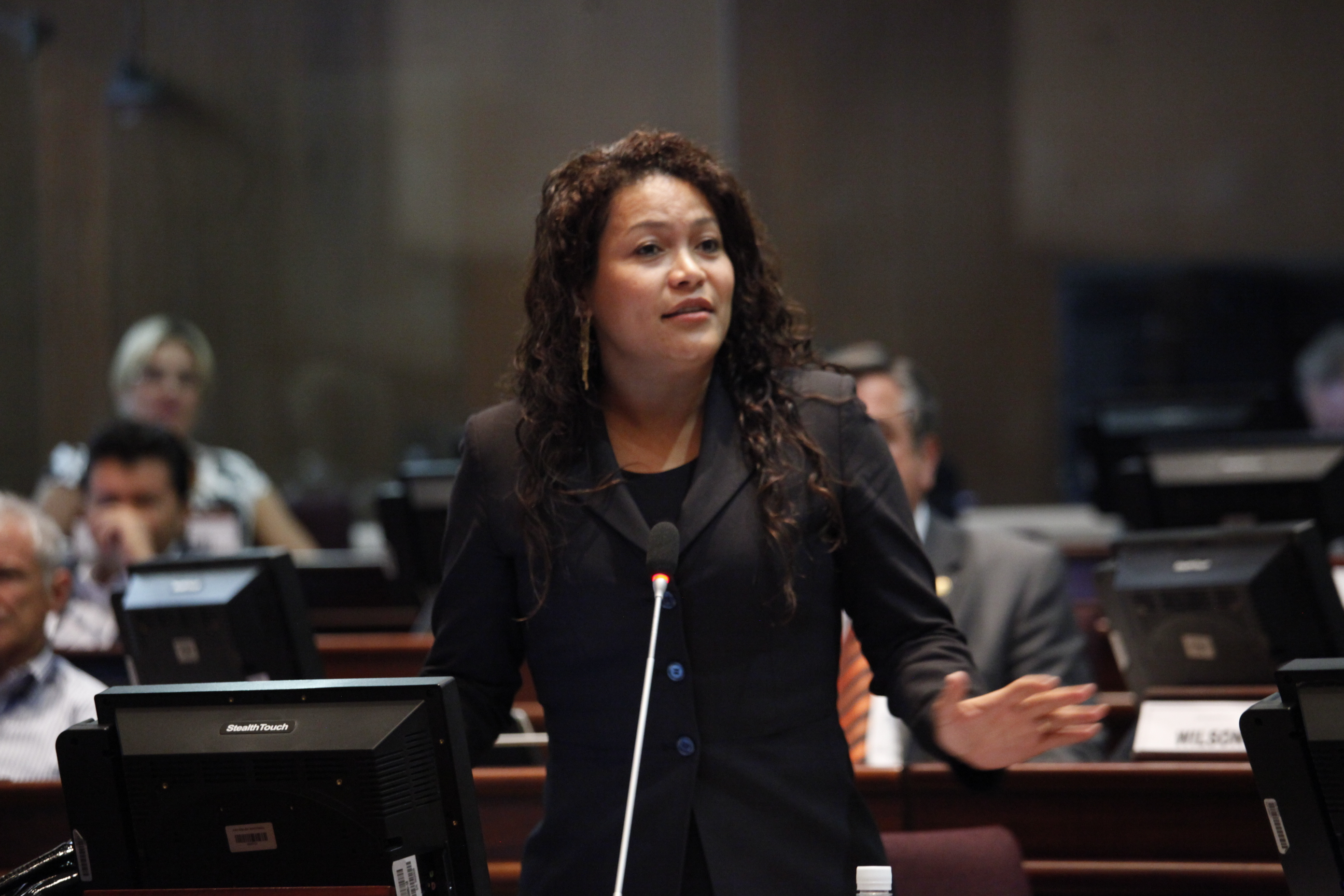
La ex-asambleísta Magali Orellana, dejó Pachakutik en mayo del 2017 por discrepancias con la directiva del partido, en 2019 obtendría la prefectura de Orellana con Unidad Popular.

Con el llamado a Consulta Popular, realizaron un borrador de preguntas para entregarlas a la presidencia y al conocerse las preguntas darían su voto positivo a estas lo que sería ratificado en la Convención Extraordinaria. Con la victoria de Sí exigirán el cumplimiento de lo refrendado a la vez que se opuso al plan económico expuesto el 2 de abril de 2018 acusando a Correa y Alianza PAÍS de la crisis y exigiendo que ellos paguen, en vez de implantar medidas neoliberales.
Mientras esto sucedía, encabezados por Natasha Rojas, se manifestaron contra Mauricio Rodas, alcalde de Quito, que en junio del 2017 propuso el incremento del pasaje del transporte público de 25 a 30 centavos, considerando que la medida podría afectar la economía de las familias quiteñas.
En las elecciones seccionales de 2019, Unidad Popular obtuvo resultados importantes con las victorias de Magali Orellana, Lucía Sosa y Cléver Jiménez. En varios casos, los candidatos postulados por UP eran quienes habían encabezado la oposición al correísmo, llegando a obtener 14 alcaldías y 3 prefecturas.

### Tras el Paro Nacional de 2019

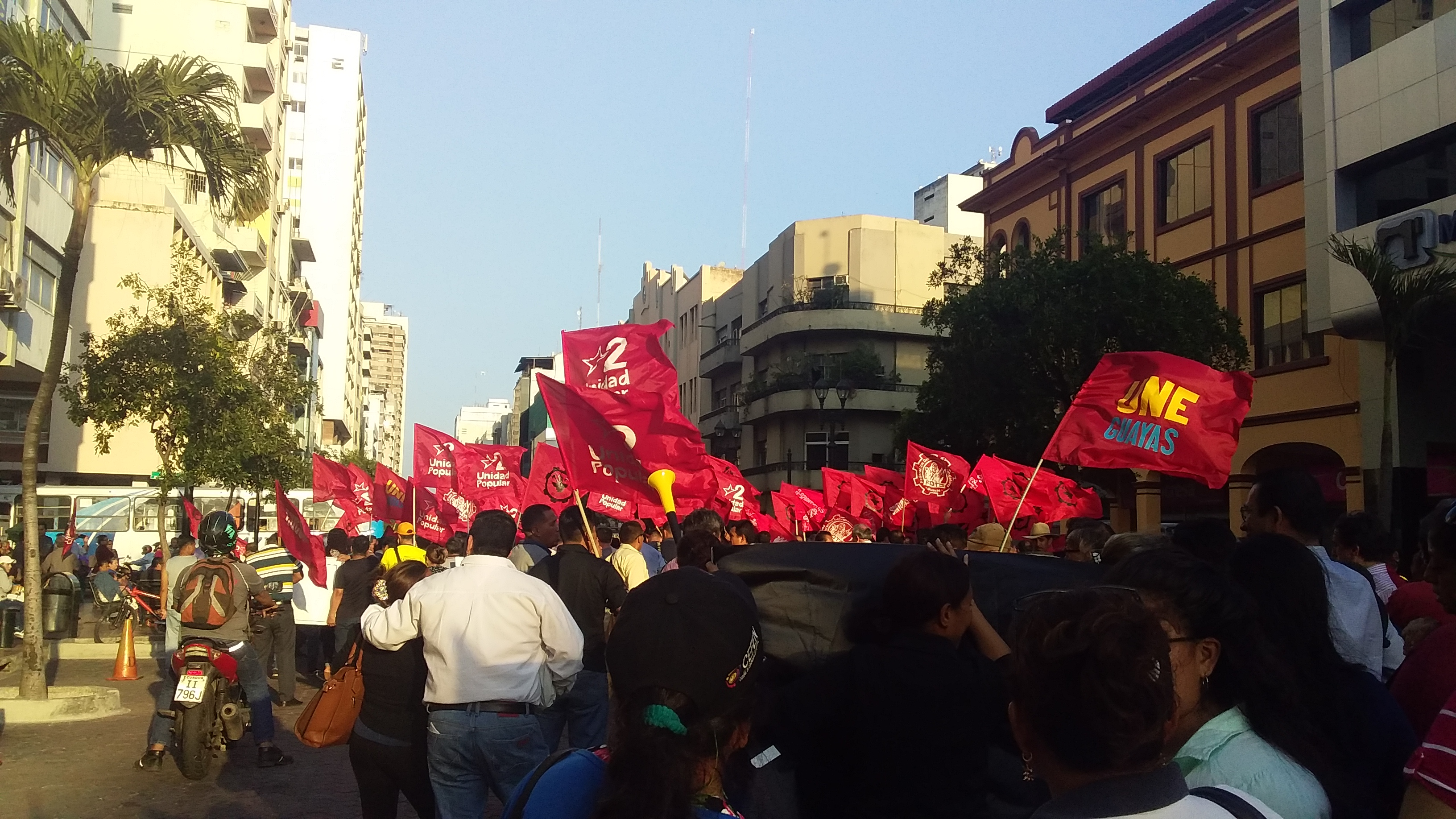
Banderas de Unidad Popular en la protesta en Guayaquil durante organizada por el Frente Unitario de Trabajadores (FUT), el 5 de septiembre de 2019.

El 24 de octubre de 2018, el Consejo Nacional Electoral decidió restituir el registro del Movimiento Popular Democrático (MPD) y otorgándole nuevamente su registro electoral. Tras esta decisión se decidió que Unidad Popular se iba a fusionar legalmente con el MPD, lo que se hizo oficial en la convención de 2019 bajo el nombre de Partido Unidad Popular, lo cual fue aprobado por el CNE el 19 de junio de 2020. 
Tras su participación en las protestas de octubre de 2019, se definió que la Unidad Popular apoye al candidato designado por Pachakutik quien se postule en 2021, siendo este Yaku Pérez, quien terminaría disputando el segundo lugar con Guillermo Lasso, llevado a protestas contra un supuesto nuevo fraude electoral que derivarían en la decisión de promover el voto nulo contra ambos candidatos del balotaje. Para la Asamblea, obtendrían 4 escaños en coaliciones con Pachakutik.   
Con Guillermo Lasso en la presidencia, respaldarían y serían parte de las dos Huelgas de Hambre llevadas a cabo por la Unión Nacional de Educadores (UNE) frente a las acciones de inconstitucionalidad contra las reformas a la Ley Orgánica de Educación Intercultural (LOEI). En junio de 2022, participan en el Paro Nacional frente a las medidas del régimen, llevado a que dirigentes como Jorge Escala, coordinador nacional, y Jessica González, directora provincial en El Oro, sean investigados por la Fiscalía.
Tras el referéndum de 2023, en donde fueron una de las organizaciones políticas registradas para la campaña del No, apoyaron el juicio político a Guillermo Lasso y su destitución. Con la aplicación de la "muerte cruzada" en mayo, Geovanni Atarihuana a nombre de Unidad Popular y Nelson Erazo, por el Frente Popular, acuden a la Corte Constitucional a presentar una demanda de inconstitucionalidad, misma que es inadmitida junto con las del Partido Social Cristiano (PSC) e Izquierda Democrática (ID).
Para el 25 de mayo, anunciaron el auspicio a la candidatura de Yaku Pérez junto con Democracia Sí y Somos Agua. El 28 de mayo, el Partido Socialista Ecuatoriano formalizo su unión a la Alianza Claro Que Se Puede. Yaku Pérez obtendría el sexto lugar en las elecciones mientras en las elecciones legislativas la alianza solo obtuvo tres curules.
Para las elecciones presidenciales de 2025 la Unidad Popular presenta la candidatura de Jorge Escala. Escala obtuvo el octavo lugar mientras en las elecciones legislativas solo obtuvo una curul. Para el balotaje promueve el voto nulo en rechazo a los dos candidatos.

## Convenciones Nacionales

### Movimiento Popular Democrático

#### I Convención Nacional
La I Convención Nacional del Movimiento Popular Democrático se realizó en el Sindicato Único de Choferes de Pichincha de Quito, el 17 de marzo de 1978, avecinándose las primeras elecciones presidenciales tras la dictadura militar de la década de los 60. Contó con la asistencia de delegados de 350 brigadas. Allí se constituye la primera Directiva Nacional integrada por José Proscopio Sánchez Anchundia como Director Nacional, Jorge Moreno Ordóñez y Rubén Solís como subdirectores, Antonio Posso como Coordinador Nacional, Gustavo Rodríguez como Secretario y Mercedes Cadena de Tesorera. Se proclamó el binomio presidencial conformado por Camilo Mena y Jaime Hurtado.

#### XV Convención Nacional
La XV Convención Nacional del Movimiento Popular Democrático se realizó en la Ágora de la Casa de la Cultura, en la ciudad de Quito, entre el 17 de julio de 2005. Rechazo al gobierno de Alfredo Palacio, acusando a Lucio Gutiérrez de traición. En las resoluciones se demando al gobierno que la consulta popular incluya temas como la salida del Plan Colombia, la no suscripción de un tratado de Libre Comercio con Estados Unidos, la suspensión de la Base de Manta, incorporación de la revocatoria del mandato, la confiscación de bienes mal habidos, entre otros temas.

#### XVI Convención Nacional
La XVI Convención Nacional del Movimiento Popular Democrático se realizó en la Ágora de la Casa de la Cultura, en la ciudad de Quito, entre el 18 y 19 de enero de 2008. Se ratifica el apoyo al gobierno de Rafael Correa a la vez de buscar trabajar por el desarrollo de la "tendencia de cambio". Se expresa la solidaridad con los defensores de la naturaleza y los trabajadores de Correos del Ecuador. Se nombró una nueva directiva encabezada por Luis Villacis de director nacional y Geovanni Atarihuana como subdirector.

#### XVII Convención Nacional
La XVII Convención Nacional del Movimiento Popular Democrático se desarrolló el 1 y 2 de octubre de 2011 en Quito. Llamaron a la unidad de la izquierda contra el régimen de Rafael Correa. Luis Villacis sería reelecto como director nacional de la organización.

### Unidad Popular

#### I Convención Nacional Constitutiva

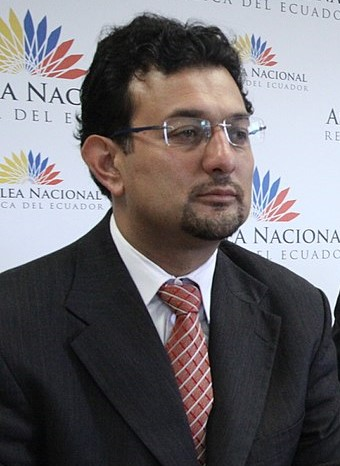
Geovanni Atarihuana fue nombrado Director Nacional de Unidad Popular.

La XVIII Convención Nacional del Movimiento Popular Democrático se realizó en Centro de Convenciones del Mall del Río de Cuenca, el 27 de septiembre del 2014 luego del retiro de la personería jurídica del Movimiento Popular Democrático por parte del Consejo Nacional Electoral. Durante esta convención se propuso la creación de un nuevo movimiento que adoptaría el nombre del Movimiento Unidad Popular, se remplazaría al director del MPD Luis Villacís por Geovanni Atarihuana, mientras Mery Zamora y Sebastián Cevallos eran nombrados subdirectores. También se nombraron 21 vocales de diferentes provincias mientras las directivas provinciales del MPD fueron mantenidas hasta la inscripción legal del movimiento.
Lenin Hurtado indicó que seguirán con las acciones legales internacionales para reclamar al CNE el retiro de la personería jurídica a esta organización. Atarihuana puso como meta de la organización llegar a 500.000 firmas para solicitar la inscripción.
Afuera de la convención, un paquete explosivo con panfletos fue activado de manera controlada por personal de Antiexplosivos de la Policía. El hecho se registró a las 12:40, tras una llamada telefónica que alertó de la presencia del artefacto en las inmediaciones del Mall del Río. De este acto el exdirector Villacis acusó al Gobierno en un intento de interferir en el desarrollo de la Convención.

#### II Convención Nacional

Antiguo logo de Unidad Popular

La II Convención Nacional de Unidad Popular se realizó en el Coliseo de la Unión Nacional de Educadores en Quito, el 21 de noviembre del 2015 tras haberse logrado la inscripción del Unidad Popular. Durante esta cita se discutió en 6 talleres: la declaración de principios, programa de gobierno, situación internacional, situación nacional, tareas metas y perspectivas. Alrededor de las 13:00 se realizó la votación con la presencia de representantes del Consejo Nacional Electoral. Durante las reuniones de las estructuras provinciales del 24 y 25 de octubre se habían elegido los adherentes permanentes autorizados para ejercer el derecho a sufragar durante esta votación. Con 1.251 votos se ratificó la posición de la directiva nacional encabezada por Geovanni Atarihuana.
Durante la convención también se trató las elecciones presidenciales del 2017 estableciendo como precandidato a Lenin Hurtado, pero a su vez realizó el llamado a la unidad con otras fuerzas por lo que se consideraron nombres de personajes que podrían ser candidatos como: Carlos Pérez Guartambel, Silvia Buendía, Enrique Ayala Mora, Lourdes Tibán y Martha Roldós.

#### III Convención Nacional
La III Convención Nacional de Unidad Popular tuvo lugar en el Coliseo de la Unión Nacional de Educadores en Quito, el 23 de julio del 2016. Gran parte de la reunión trato de las elecciones que tendrían lugar en 2017, siendo parte de esta reunión dirigentes del Acuerdo Nacional por el Cambio como Paco Moncayo y Enrique Ayala Mora.
Se presentaron las precandidaturas a la Asamblea Nacional, en las cuales se indicaron: Mery Zamora por Manabí; David Rosero, Imbabura; Xavier Cajilema, Cotopaxi; Natasha Rojas, Marco Cadena, Juan Borja y Jorge Narváez, por Pichincha; y Ernesto Estupiñan y Abel Ávila, por Esmeraldas. Se mantuvo la precandidatura presidencial de Lenin Hurtado, se integraban en el Acuerdo Nacional por el Cambio para generar una candidatura única. Denunció el supuesto desvío de fondos de la Ley Solidaria, creada por Alianza País tras el terremoto del 2016, y se solidarizó con la Unión Nacional de Educadores, rechazando los actos de ilegalizarla.

#### IV Convención Nacional Extraordinaria
La IV Convención Nacional Extraordinaria de Unidad Popular tuvo lugar en la Ágora de la Casa de la Cultura Ecuatoriana, en Quito el 6 de enero del 2018. En esta se trató principalmente la posición de la organización ante el Referéndum Constitucional y Consulta Popular a celebrarse ese año, ratificando su apoyo al Sí a las 7 preguntas que la componen así como Geovanni Atarihuana señaló que la organización tiene preparados más de 5.000 voluntarios que realizaran una campaña a pie e indicó las medidas que iba a pedir a la Fiscalía el lunes siguiente contra Correa.

#### V Convención Nacional
La V Convención Nacional de Unidad Popular tuvo lugar en la Ágora de la Casa de la Cultura Ecuatoriana, en Quito el 27 de julio de 2019. En ella se reeligió a  Geovanni Atarihuana en la dirección de la organización tras oficializar el inicio de la fusión de los registros electorales del Movimiento Unidad Popular (UP) y el Movimiento Popular Democrático (MPD) bajo el nombre del Partido Unidad Popular. Para las elecciones presidenciales de 2021 se propone la organización de un Frente Social y Político, que agrupe al Partido Socialista (PSE), a Pachakutik (MUPP) y además organizaciones de izquierda.

#### VI Convención Nacional
La VI Convención Nacional de Unidad Popular fue realizada, debido a la pandemia de COVID-19, de forma virtual el 15 de agosto de 2020 con la presencia de representantes de las distintas provincias del país y de las organización en el extranjero. La Convención afirmó que el candidato del partido para las próximas elecciones, sería el que definiera el movimiento indígena. Por otro lado, para las legislativas, Unidad Popular definió su lista de asambleístas nacionales, con Geovanni Atarihuana y Mery Zamora encabezándolas, seguidos de Skarleth Tamayo y Mauricio Chiluisa, presidentes de la Federación de Estudiantes Secundarios (FESE) y la de Universitarios (FEUE) respectivamente. En la lista de parlamentarios andinos estaría Cristina Cachaguay, dirigente de Mujeres por el Cambio.

#### VII Convención Nacional
La VII Convención Nacional de Unidad Popular fue realizada el 18 de mayo de 2024 en el coliseo del Colegio Anderson, en el norte de Quito. Durante el evento Unidad Popular designó al exasambleísta Jorge Escala como candidato a la presidencia para las elecciones presidenciales de 2025. Del mismo modo, Geovanni Atarihuana fue reelegido como director nacional del movimiento.

## Directores nacionales

### Movimiento Popular Democrático

#### 1978-1994
| Titular | Titular                          | Titular                          | Periodo                                    | Ref.   |
| ------- | -------------------------------- | -------------------------------- | ------------------------------------------ | ------ |
|         | José Proscopio Sánchez Anchundia | José Proscopio Sánchez Anchundia | 17 de marzo de 1978 - 5 de febrero de 1983 | [ 6 ]  |
|         | Jorge Moreno Ordóñez             | Jorge Moreno Ordóñez             | 5 de febrero de 1983 - 2 de julio de 1983  | [ 6 ]  |
|         |                                  | Jaime Hurtado González           | 2 de julio de 1983 - 18 de julio de 1987   | [ 6 ]  |
|         | Jorge Moreno Ordóñez             | Jorge Moreno Ordóñez             | 18 de julio de 1987 - 1990                 | [ 6 ]  |
|         |                                  | Jaime Hurtado González           | 1990 - 1994                                | [ 87 ] |

No existe información de titulares entre 1994 y 2000

#### 2000-2020
| Titular                                                           | Titular | Titular                 | Periodo                                        | Ref.          |
| ----------------------------------------------------------------- | ------- | ----------------------- | ---------------------------------------------- | ------------- |
|                                                                   |         | Gustavo Terán Acosta    | 2000 - 17 de julio de 2005                     |               |
|                                                                   |         | Ciro Guzmán Aldaz       | 17 de julio de 2005 - 19 de enero de 2008      | [ 88 ] [ 73 ] |
|                                                                   |         | Luis Villacís Maldonado | 19 de enero de 2008 - 27 de septiembre de 2014 | [ 89 ] [ 90 ] |
| 24 de octubre de 2018 - 19 de junio de 2020 (Representante legal) |         | Luis Villacís Maldonado |                                                |               |

### Unidad Popular
| Titular | Titular | Titular                   | Periodo                           | Ref.          |
| ------- | ------- | ------------------------- | --------------------------------- | ------------- |
|         |         | Geovanni Atarihuana Ayala | Desde el 27 de septiembre de 2014 | [ 91 ] [ 92 ] |

## Resultados Electorales

### Elecciones presidenciales
|  | 7,30 % |

|  | 5,00 % |

|  | 1,95 % |

|  | 2,35 % |

|  | 2,50 % |

|  | 1,33 % |

|  | 3,26 % |

|  | 6,71 % |

|  | 3,97 % |

|  | 0,39 % |

### Elecciones legislativas

#### Congreso 1979-2006
|  | 4,79 % |

|  | 6,09 % |

|  | 7,31 % |

|  | 5,86 % |

|  | 4,97 % |

|  | 5,96 % |

|  | 8,25 % |

|  | 4,36 % |

|  | 4,23 % |

|  | 4,76 % |

|  | 3,52 % |

#### Asamblea 2007-actualidad
|  | 0,81 % |

|  | 4,32 % |

|  | 4,72 % |

|  | 1,60 % |

|  | 1,74 % |

|  | 2,87 % |

### Parlamentarios Andinos
|  | 5,10 % |

|  | 3.30 % |

|  | 4.60 % |

|  | 5,00 % |

|  | 10,74 % |

|  | 1,88 % |

### Elecciones Seccionales
|  | 00.00 % |

|  | 5.26 % |

|  | 00.0 % |

|  | 5.26 % |

|  | 00.00 % |

|  | 7.40 % |

|  | 00.00 % |

|  | 7.40 % |

|  | 9.45 % |

|  | 8.45 % |

|  | 9.09 % |

|  | 4.10 % |

|  | 4.34 % |

|  | 4.52 % |

|  | 8.69 % |

|  | 0.90 % |

|  | 4.34 % |

|  | 3.17 % |

|  | 4.66 % |

|  | 5.88 % |